# Theofanīs Mpakoulas
Theofanīs Mpakoulas (in greco Θεοφάνης Μπακούλας?, noto anche come Theofanis Bakoulas; 4 gennaio 2005) è un calciatore greco, centrocampista del Rio Ave in prestito dall'Olympiacos.

## Carriera

### Club
È cresciuto nel settore giovanile dell'Olympiacos. Il 3 febbraio 2025 è stato ceduto in prestito fino al termine della stagione al Rio Ave, club della prima divisione portoghese, ed il 16 febbraio ha debuttato a livello professionistico nell'incontro di Primeira Liga pareggiato 1-1 contro l'AVS.

### Nazionale
Ha giocato nelle nazionali giovanili greche Under-19 ed Under-21.

## Statistiche

### Presenze e reti nei club
Statistiche aggiornate al 5 marzo 2025.
| Stagione        | Squadra         | Campionato      | Campionato | Campionato | Coppe nazionali | Coppe nazionali | Coppe nazionali | Coppe continentali | Coppe continentali | Coppe continentali | Altre coppe | Altre coppe | Altre coppe | Totale | Totale | Totale |
| Stagione        | Squadra         | Comp            | Pres       | Reti       | Comp            | Pres            | Reti            | Comp               | Pres               | Reti               | Comp        | Pres        | Reti        | Pres   | Reti   |        |
| --------------- | --------------- | --------------- | ---------- | ---------- | --------------- | --------------- | --------------- | ------------------ | ------------------ | ------------------ | ----------- | ----------- | ----------- | ------ | ------ | ------ |
| 2024-2025       | Rio Ave         | PL              | 4          | 0          | CP+CdL          | 0               | 0               | -                  | -                  | -                  | -           | -           | -           | 4      | 0      |        |
| Totale carriera | Totale carriera | Totale carriera | 4          | 0          |                 | 0               | 0               |                    | -                  | -                  |             | -           | -           | 4      | 0      |        |

## Palmarès

### Club

#### Competizioni giovanili
- UEFA Youth League: 1

Olympiacos: 2023-2024